# Sisa Pista
.
Sisa Pista, anyakönyvezett nevén Benkó István (Zsunypuszta vagy Bátka-Dióspuszta, 1846. augusztus 9. – Bernecebaráti, 1910. november 15.) juhász, nógrádi betyár, majd élete alkonyán vadőr volt.

## Élete
Benkó István béresgazda és Mikula Erzsébet fiaként született. Az elemi iskolát Nagylócon végezte el, ezt követően pedig Ilinybe került, ahol keresztapjánál juhászkodott. 1861-ben az általa őrzött nyájból 12 birka eltűnt. Noha ő a jószágok ellopását soha nem ismerte be, és azt nem is sikerült rábizonyítani, ez a nógrádsipeki Balázs Sándor pandúr őrmestert nem nagyon zavarta, amikor alaposan megkínozta a fiút. Lábánál fogva a szabadkémény gerendájára akasztotta, és szöges csizmasarokkal rugdosta a fejét és a bordáit. Sisa, aki ragadványnevét arról kapta, hogy vásott, csintalan gyermek volt, bosszút esküdött. Mindenesetre keresztapja a 12 birka eltűnése miatt elcsapta a szolgálatból. A fiú a nógrádmarcali plébános pajtájában rejtőzködött egy ideig, majd a megyében több juhásznál is bojtárkodott.
1871-ben Cserhátszentivánon szolgált Szudy Károly sziráki ügyvéd birtokán juhászként, ahol szintén számos birka eltűnt. 1871 őszén végül birkalopásért 1 év börtönbüntetésre ítélték Balassagyarmaton. A balassagyarmati börtönből 1872. november 24-én szabadult. Mivel a lopásokat tovább folytatta, ezért 1873. április 1-jén elfogták és a sziráki járásbíróság börtönébe zárták. A fogságból 1873. május 1-jén megszökött, mert a részeg őr a börtönajtót nyitva felejtette. Ekkor kezdődött igazi betyárkodása. Társakat keresett, és velük követte el rablásait, lopásait. A rimóci Szabó Hagymás János, az erdőkövesdi Kiss Csóka József, a nagylóci Tőzsér István, a felsőtoldi Dudás István húgyos, és a nagybárkányi Oravecz Dregan János pásztorok voltak társai, akikkel együtt kocsmárosokat, molnárokat, és egyéb vagyonos személyeket raboltak ki és loptak meg.
1873. november 4-én Nógrádsipeken mulatoztak a betyárok Palicza Ferenc számadónál, amikor megjelent Sisa egykori megkínzója, Balázs Sándor volt pandúr őrmester, akit ekkorra már sorozatos kegyetlenkedései miatt elcsaptak a testülettől. Sisa bosszút állt egykori megkínzóján, ittas állapotában juhászkésével szó szerint lefejezte az egykori pandúrt. A következő levelet írta, és a temetésre szánt 50 forinttal együtt elhelyezte a holttesten:
„Tisztelem a tekintetes csendbiztos Urat én sisa Pista a sipeki sándor nyakát én vágtam le, mert azt motat hatvanhatba mikor fogva votam én écsaka a csenbiztos Kiménébe felakasztottak és mikor jajgatam hát azt monta ez e huncut Sándor hogy nej az Istent kérjem… az Istennek mert ója az isten hát most araeset gyüvésem és be mentem egy hereboroznyi hát Sándor épen oda gyüt hát biz énparancsoltam neki elkisértem haza fele pórázon és az után nyakon csaptam hát most segyenubó sepepig sehogyan se szenvegyen érte senki mert meg szen veten én még hatvanhatban 12 órakor écaka a hasára pedig egy ötvenest tetem á temetésére hát legyen szíves tekintetes csendbiztos úr megtunynyi hogy oda ták-e akik rájakatak egy 1873 ba it vol Benkó Istvány Sisa.- ne csudájják hogy ilyen írást kütem, mert boncom volt az asztal
Tekintetes csenbiztos urnak szolbujákba.”
Az emberölést követően három vármegye (Nógrád vármegye, Gömör és Kis-Hont vármegye, Heves vármegye) pandúrjai vették üldözőbe, fejére vérdíjat tűztek ki, mert rablásai és az orgazdahálózat mind a három megyét érintették. Végül mégsem a pandúrok fogták el. 1873. december 26-án Kiss Csóka Józseffel előbb a tarnaszentmáriai kocsmárost rabolták ki, majd a rablott pénzből az egerbaktai csárdában mulatoztak, ahol az éppen ott tartózkodó uradalmi intézők felismerték és elfogták őket. Kiss Csóka Józsefnek sikerült megszöknie, de Sisát erősen megkötözték és másnap az egri börtönbe szállították. 1874. március 29-én átszállították a balassagyarmati börtönbe. 
A büntetőper tárgyalása 1875-ben kezdődött el, a sok vádlott és tanú (46 vádlott, 34 tanú, 43 sértett volt) miatt két hónapig tartott. Védője a tehetséges ifjú ügyvéd, Harmos Gábor volt, aki egyébként Mikszáth Kálmánnal együtt szerkesztette akkoriban a Nógrádi Lapok című újságot. Sisát az 1875. október 28-án kelt ítélettel 20 évi börtönbüntetésre ítélték.
1876. augusztus 4-én ágyszomszédjával, a diósjenői Kukorica Jánossal együtt szökést kíséreltek meg a balassagyarmati börtönből, vésővel és reszelővel kibontották hatodik emeleti cellájuk falát és lepedőkből font kötélen leereszkedtek a földszintre. Az őrség azonban észrevette a kísérletet és meghiúsította a szökést.
1876. november 11-én átszállították a lipótvári királyi fegyintézetbe, ahol a renitenskedő, szökésre hajlamos rabokat magánzárkában tartották. A rabtörzskönyv bejegyzései a következőket írják Sisáról, a 2016-os számú rabról: "Nagysága: 175 cm, haja: szőke, homloka: magas, szemöldöke: szőke, szeme: kék, orra: rendes, szája: szabályos, fogai: épek, bajusza: szőkés, álla: kerek, különös ismertető jelei: bal térdén egy ér forrás” (forradás), foglalkozása: juhász (fegyveres rabló)." Életkora a feljegyzések szerint 27 év, vallása római katolikus, jól tudott írni és olvasni magyarul, valamint egészségi állapota is jónak bizonyult. A megjegyzés rovatban szerepelt viselkedésének leírása is: "veszélyes, dacos és engedetlen".
A lipótvári börtönben a kádárműhelyben munkálkodott, szorgalmas munkájával pedig elérte, hogy a börtön vezetése dupla kenyéradagot adott számára. A jószívű rab ezt megosztotta egyik társával. Egy Zóka Ferenc nevű fegyenc ezért feljelentette őt a börtönfelügyelőnél. Ennek az lett a következménye, hogy megvonták tőle a kedvezményt. Sisa bosszúállása nem váratott sokáig magára. Legközelebb, amikor a kádárműhelyben dolgoztak, a nála lévő szekercét Zókához vágta. A rabtörzskönyv a következőket rögzítette az ügyről: Az intézetben Zóka Ferenc fegyencen ejtett súlyos testi sértés bűntettéért a nyitrai királyi törvényszék által 1877. június 25-én tartott ülésén hozott 2702. számú itélettel a 20 évi börtön büntetés kiállásától számítandó egy évi börtönnel sujtatott.
1879. február 22-én büntetése hátralévő részének (15 évnek) kitöltése végett a Trencsén vármegyei Illaván lévő országos fegyintézetbe kísérték át. Sisa tehát fellélegezhetett, mivel számára véget ért az emberpróbáló és idegőrlő magánelzárás korszaka. Az illavai börtönben a szabóműhelyben foglalkoztatták, jó eredménnyel. A továbbiakban nem volt rá panasz és megadással tűrte a hosszú rabságot. A rabtörzskönyvben a következő olvasható róla:
Bűntetteinek nagyságát felismervén, azokat megbánni látszik. A kimondott büntetésének hosszú tartama ón súlyként nehezedik lelkére. A jó tanácsot és oktatást meg-adással fogadja. Erkölcsi erejében szilárdítható, s igen ritkán felcsillanó indulatosságának megtörésével megjavulásához lehet reményt kötni.
1894. december 27-én szabadult az illavai börtönből. Ez azt jelenti, hogy a rá kiszabott 21 évi büntetést az utolsó napig kitöltötte.
1895 és 1900 között Nógrádverőcén Zubovics Fedor huszárkapitány szolgálatába szegődött, aki akkoriban a Migazzi-kastély bérlője volt. A kalandos életű katonatiszt kereste a veszélyt és a különleges embereket is. Sisa afféle lóápoló és háziszolga szerepét töltötte be nála. Triesztbe költözése előtt Zubovics beajánlotta Sisát a Nagyorosziban lakó Berchtold Richárd grófhoz. A gróf hatalmas drégelypalánki erdőbirtokán vadőrként alkalmazta őt.
1901. szeptember 16-án az idősödő betyár házasságot kötött az érsekvadkerti Kürtössy Máriával. Felesége akkor 13 éves törvénytelen gyermekét, Nándort 1908-ban a nevére íratta. Ez idő alatt Drégelypalánkról Bernecebarátiba költözött. Új gazdája Szokolyi Alajos, az 1896-ban megrendezett athéni olimpia helyezettje lett, akinek ott volt kastélya és birtoka. Szokolyi gróf feleségül vette Berchtold Charlotte nevű leányát és a nagyoroszi birtokos halála után így került hozzá Sisa. Szokolyi mint vadászbérlő szintén vadőrként alkalmazta őt. Lakást bérelt számára és mindig emberségesen bánt vele.
Sisa a bernecebaráti polgári halotti anyakönyv tanúsága szerint gyomorrákban halt meg, 1910. november 5-én hajnali 5 órakor. A kemencei római katolikus plébánia halotti anyakönyve azonban gyomorfekélyt említ a halál okaként.
Sipéki Miklós a Honti Lapok 1910. november 26-ai számában megjelent nekrológjában a következőket írta Sisáról: "Mint vadőr többször megfordult Ipolyságon és igen imponáló öreg erdész külsővel bírt. Nagy, tagbaszakadt ember volt és szófukar. A múltról nem szeretett beszélni, restellte az öreg. Szelíd külsejű ember volt." Egy évvel később ugyancsak Sipéki írta: "a halálos ágyán is mindig jószívu úrnőjéről, Szokolyi Alajosnéról és jó uráról beszélt. Midőn még volt benne élet, a legkedvesebb betyárfokosát selyempapírba göngyölve küldte el gazdájának, ezen üzenettel: "Nagyságos uram! Én szegény vagyok, hálámat úgy akarom leroni a velem tanusított sok jóért – elküldöm a legkedvesebb fokosomat. Fogadja szívesen, a leghübb István.""
Szokolyi fényesen temettette el, cigányzene hangjai mellett és az utolsó kívánsága szerint eljátszották a koporsójánál kedvenc nótáját:

Szomorú fűz hervadt lombja
Ráhajlik a sírhalmomra.
Mesélték, hogy hatalmas tömeg kísérte utolsó útjára. Különösen nagy számban voltak jelen erdész- és vadőrtársai, de a környező települések lakói is. Sírja a bernecebaráti öreg temetőben van, közel Szokolyi Alajoséhoz.

## Emlékezete
Nevét nem ismerik más vidéken, csak a Börzsönyben és az Ipoly menti falvakban. Az idősek emlékezetében máig élnek a Sisa Pistáról szóló történetek, szájról szájra terjedő mesék, balladák, dalok, melyek természetükből adódóan sokszor nem fedik a valóságot. A róla szóló történetek szerint gyakran tréfálkozott a maga módján. Egy alkalommal például megüzente az ipolysági főispánnak, hogy a választásokon ő is részt vesz. A hír miatt megerősített csendőrség azonban gyanútlanul átengedte a grófi ruhába öltözött, négylovas hintón érkező betyárt. Mint azt perében a védelem igyekezett is kihasználni, ő tulajdonképpen sosem rabolt. Csupán felszólította kiszemelt áldozatát arra, hogy pénzét, aranyóráját ajándékozza neki. A félelemtől reszketők azután saját kezükkel raktak mindent a zsebébe. Volt olyan földesúr, aki ijedtében nemhogy egy kis bort, hanem mindjárt a pincéje kulcsát kínálta. Az is előfordult, hogy miután felpakolta a kocsira a törvénybíró kamrájának egész tartalmát, beszólt hozzá az ablakon, hogy lövesse le a kutyáit, hisz mit sem érnek, mert még csak meg sem ugatták őket.